# Comité Périgord Agenais de rugby
Le comité Périgord Agenais de rugby est un organe fédéral dépendant de la Fédération française de rugby actif de 1910 à 2018 et chargé d'organiser les compétitions territoriales de rugby à XV et à sept dans les départements de la Dordogne et du Lot-et-Garonne.

## Histoire
Le comité Périgord Agenais est fondé le 1er mai 1910, à l'occasion de la scission du comité de Guyenne et Gascogne en deux entités, la Côte d'Argent et le Périgord Agenais. Sa juridiction s'étend alors sur l'ensemble des départements de la Dordogne et du Lot-et-Garonne.

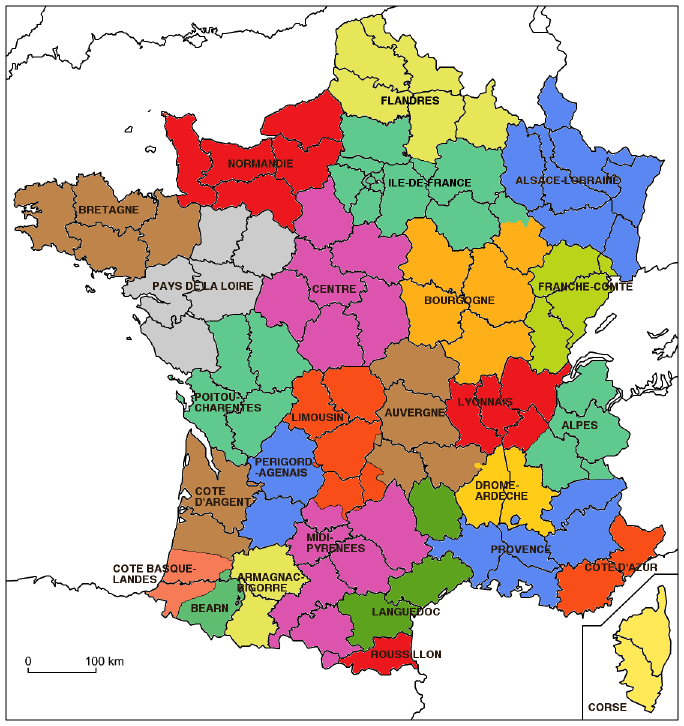
Découpage des comités territoriaux français avant la réforme de 2015.

En conséquence de la réforme territoriale des régions de 2015, le ministère de la Jeunesse et des Sports impose aux fédérations sportives de calquer leur organisation territoriale sur celle des nouvelles régions. Ainsi, le 1er juillet 2018, le comité Périgord Agenais fusionne avec les comités Béarn, Côte basque Landes, Côte d'Argent, Limousin et Poitou-Charentes pour former la Ligue régionale Nouvelle-Aquitaine de rugby.

## Clubs
| Année | Nombre de clubs |
| ----- | --------------- |
| 1929  | 65              |
| 2015  | 72,             |